# Four Color
Four Color, também conhecida por Four Color Comics e One Shots, foi uma revista estadunidense de antologia de histórias em quadrinhos publicadas pela Dell Comics de 1939 a 1962. O título faz referência às quatro cores básicas (sigla em inglês CMYK), utilizadas nas primeiras revistas do gênero que apareceram no ínício do século XX: ciano, magenta, amarelo e preto.
Mais de 1.000 edições foram publicadas, com múltiplos títulos lançados todos os meses. O número exato foi dificultado pois houve republicações, renumerações e números pulados, mas o Overstreet Comic Book Price Guide nomeia edições acima do milhar, sendo que a última revista teria sido a de número #1354. É certo, contudo, que a revista é, em números de edições, uma recordista no mercado editorial americano, superando Action Comics e Detective Comics, ambas publicadas mensalmente há mais de 70 anos e que apenas recentemente chegaram ao número 800. As primeiras 25 revistas ficaram conhecidas como "Primeira Série"; após isso a numeração recomeçou, formando a "Segunda Série". Four Color é notável por ter publicado os primeiros quadrinhos dos personagens de Walt Disney (sob licença).

## História

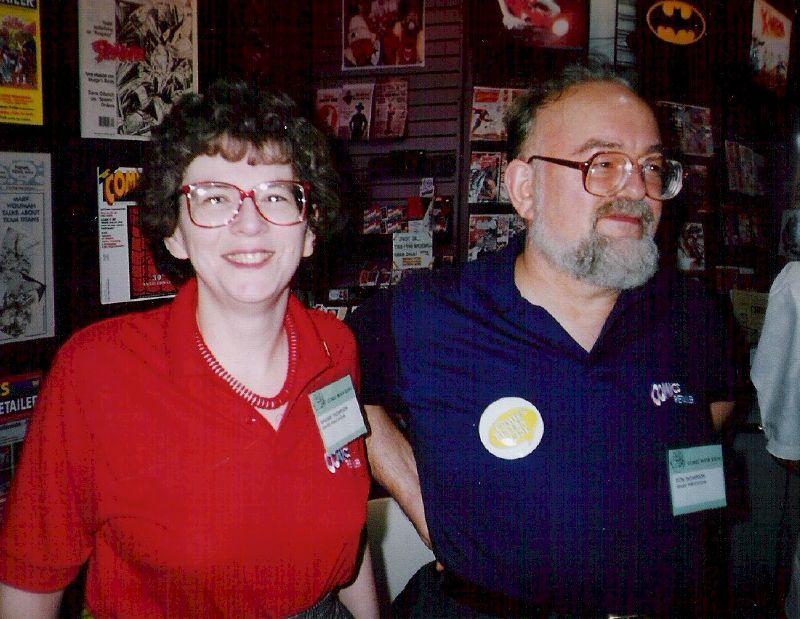
Maggie & Don Thompson na convenção de quadrinhos de 1992 de San Diego.

Ao contrário das séries de revistas de quadrinhos americanas da atualidade, dedicadas a um único personagem ou a um grupo deles, de uma editora ou estúdio em particular, Four Color trazia um personagem diferente a cada edição. Num mês poderia haver histórias de um famoso "astro" do desenho animado enquanto no mês seguinte apareceria a adaptação de um filme ou programa de TV popular. Daí a razão da frase "one shot" que significava algo como um tema ou personagem único em cada edição. Por exemplo, a revista 223 (1949) foi codificada como DDOS 223 pelos editores pois trazia somente os quadrinhos do Pato Donald (Donald Duck One-Shot #223). A maior parte dos títulos da Four Color era de personagens licenciados pois poucos originais foram criados para a publicação. A primeira revista Four Color trazia o herói das tiras de jornal e seriados Dick Tracy; a última (revista 1.354, segunda série) foi baseada na série de TV Calvin and the Colonel.
O propósito editorial por trás da Four Color era testar e apresentar séries em potencial da editora Dell Comics. Tarzan e Luluzinha que estrelaram números em 1948, tiveram suas próprias revistas lançadas logo após. Mas até os anos de 1940 essa transposição não era de pronto, com vários personagens animais famosos dos anos de 1920-30 (Mickey Mouse, Pato Donald e Gaguinho) e que já haviam estrelado edições Four Color, demorando para terem lançamentos próprios. Michael Barrier registra que no início dos anos de 1950 a Dell demonstrou dar mais ênfase a promoção de vendas (dava prêmios e brindes aos participantes do Dell Comics Club) e com isso necessitava de séries mais estáveis. Por volta de 1951 algumas revistas Four Color receberam numeração dobrada: as revistas 318 e 328, com o Pato Donald, traziam os números 1 e 2 nas capas ao invés da numeração normal da série. Isso podia ser um indicador de que haveria a transposição do personagem "one-shot" para um título próprio. O registro das edições da Four Color dos anos 1950 foi ainda mais dificultado pois algumas revistas nem traziam o logotipo Four Color. Além disso, a revista do Pato Donald começou com o número 26, quando na verdade existiram 28 revistas Four Color precedentes com esse personagem. Apenas as revistas por volta de 1940 até 1946 traziam o título Four Color Comics na capa.
Com isso tudo, identificar revistas da série Four Color tornou-se um desafio. Os fãs Don Thompson (Comics Buyer's Guide) e Maggie Thompson conseguiram finalizar somente em 1968 uma lista das revistas, publicada num suplemento do fanzine Comic Art. Em 35 páginas foram listados não apenas os títulos de cada revista, mas outras informações tais como: Preto e Branco, Tamanho Grande, Clássicos Ilustrados (Classics Illustrated) e outros.